# Tipula (Lunatipula) densursi
Tipula (Lunatipula) densursi is een tweevleugelige uit de familie langpootmuggen (Tipulidae). De soort komt voor in het Nearctisch gebied.